# 吉爾吉斯斯坦足球協會
吉爾吉斯斯坦足球協會是專門管轄吉爾吉斯斯坦足球事務的組織。該組織成立於1992年，並在1994年先後加入國際足協和亞洲足協。2015年成为中亚足球联合会成员。

## 外部連結
- 官方網頁（页面存档备份，存于） （俄文）
- 國際足協網頁 （页面存档备份，存于）
- 亞洲足協網頁